# Sthenelais articulata
Sthenelais articulata är en ringmaskart som beskrevs av Johan Gustaf Hjalmar Kinberg 1856. Sthenelais articulata ingår i släktet Sthenelais och familjen Sigalionidae. Inga underarter finns listade i Catalogue of Life.